# 天主教巴法塔教區
天主教巴法塔教區（拉丁語：Dioecesis Bafatana）是畿內亞比紹一個羅馬天主教教區，直屬教廷。是該國兩個天主教教區之一。2001年3月23日升為教區。

## 概況
教區範圍包括五個區。2006年有教友33,000人（佔轄區總人口6.5%）、十一個堂區、十七名司鐸。現任教區主教為佩德罗·基里。